# Теодор Клем
Теодор Клем (норв. Theodor Klem, 20 січня 1889 — 15 липня 1963) — норвезький академічний веслувальник.
Бронзовий призер Олімпійських Ігор 1920 року в складі розпашної четвірки зі стерновим.